# Christoph Hoffmann
Pour les articles homonymes, voir Hoffmann.
Gottlob Christoph Jonathan Hoffmann, né le 2 décembre 1815 à Leonberg dans le royaume de Wurtemberg et mort le 8 décembre 1885 à Rephaïm, près de Jérusalem, est le fondateur d'un courant spirituel protestant allemand, la Société des Templiers qui s'installe en Palestine.

## Biographie
Christoph Hoffmann est le fils du bourgmestre de Leonberg et fondateur des fraternités évangéliques de Korntal et de Wilhelmsdorf, Gottlieb Wilhelm Hoffmann (de) (1771-1846), et le frère du théologien Wilhelm Hoffmann (1806-1873). Ils sont influencés par le piétisme. Il étudie l'histoire, la philosophie et la théologie au séminaire évangélique de Tübingen. Il en sort Repetent (c'est-à-dire jeune ordonné) en 1840, puis devient professeur. Il s'oppose aux idées libérales du théologien David Friedrich Strauss. Il est élu député au parlement de Francfort en 1848.
Cependant, il constate l'impossibilité de revenir à un christianisme authentique par la politique et découvre l'importance de l'appel personnel de Jésus à un changement radical. L'urgence pour Hoffmann est de créer le royaume de Dieu hic et nunc, ici et maintenant. Il est inspecteur missionnaire à Bâle pendant deux ans de 1851 à 1853, mais démissionne par déception.
Il fonde en 1854 une communauté Les Amis de Jérusalem en étudiant la possibilité de créer des communautés agricoles chrétiennes en Terre sainte, la Palestine étant alors province de l'Empire ottoman. Le groupe prend ensuite le nom de Deutscher Tempel (Temple allemand) par référence aux Actes des Apôtres comparant les amis de Jésus aux « pierres vivantes » du temple de Dieu. Le projet est retardé à cause de la Guerre de Crimée, et les premiers colons allemands de la Société du Temple partent pour la Palestine en 1868. Ils achètent d'abord à Jaffa une ancienne colonie adventiste américaine dont les membres sont retournés aux États-Unis, et Peter Martin Metzler, missionnaire protestant ami d'Hoffmann, lui vend le 5 mars 1869 sa mission de Jaffa.
C'est alors que l'Église luthérienne-évangélique du Wurtemberg condamne les membres de la Société du Temple comme apostats, car ils  rejettent tout sacrement et ne reconnaissent ni la Sainte Trinité, ni la nature divine de Jésus. Certains théologiens en revanche sont plus tolérants, comme le frère aîné de Christoph Hoffmann, Wilhelm, qui prêche à la cour de Berlin et qui est l'un des cofondateurs de la Jerusalemsverein (fondée en 1853), soutenue par la cour. Des hommes politiques la considèrent aussi d'un bon œil.
C'est en 1874 qu'a lieu une dissension chez les Templiers qui provoque la rupture des partisans de Georg David Hardegg (1812-1879) qui codirige la Société. Un tiers des membres fondent une société concurrente qui retourne plus tard à l'Église luthérienne-évangélique allemande.
Hoffmann meurt à Rephaïm, colonie fondée par lui, aujourd'hui partie intégrante de Jérusalem. Christoph Paulus lui succède en 1884.

## Œuvres
- Mein Weg nach Jerusalem, autobiographie en deux tomes, 1881-1884
- Bibelforschungen, 1882-1884
- Publications dans Die süddeutsche Warte qui devient à partir de 1845 Die Warte des Tempels
- Sendschreiben
- Okzident und Orient, Stuttgart, 1875, réédité en 1926
- Die religiöse Bewegung, die Kirche und das Reich Gottes, 1874
- Die Geschichte des Volkes Gottes, als Antwort auf die soziale Frage, Stuttgart, 1855
- Über die Grundlage eines dauerhaften Friedens, 1870